# Omanolidia mexicana
Omanolidia mexicana är en insektsart som beskrevs av Nielson 1982. Omanolidia mexicana ingår i släktet Omanolidia och familjen dvärgstritar. Inga underarter finns listade i Catalogue of Life.